# Laguna de Alvarado

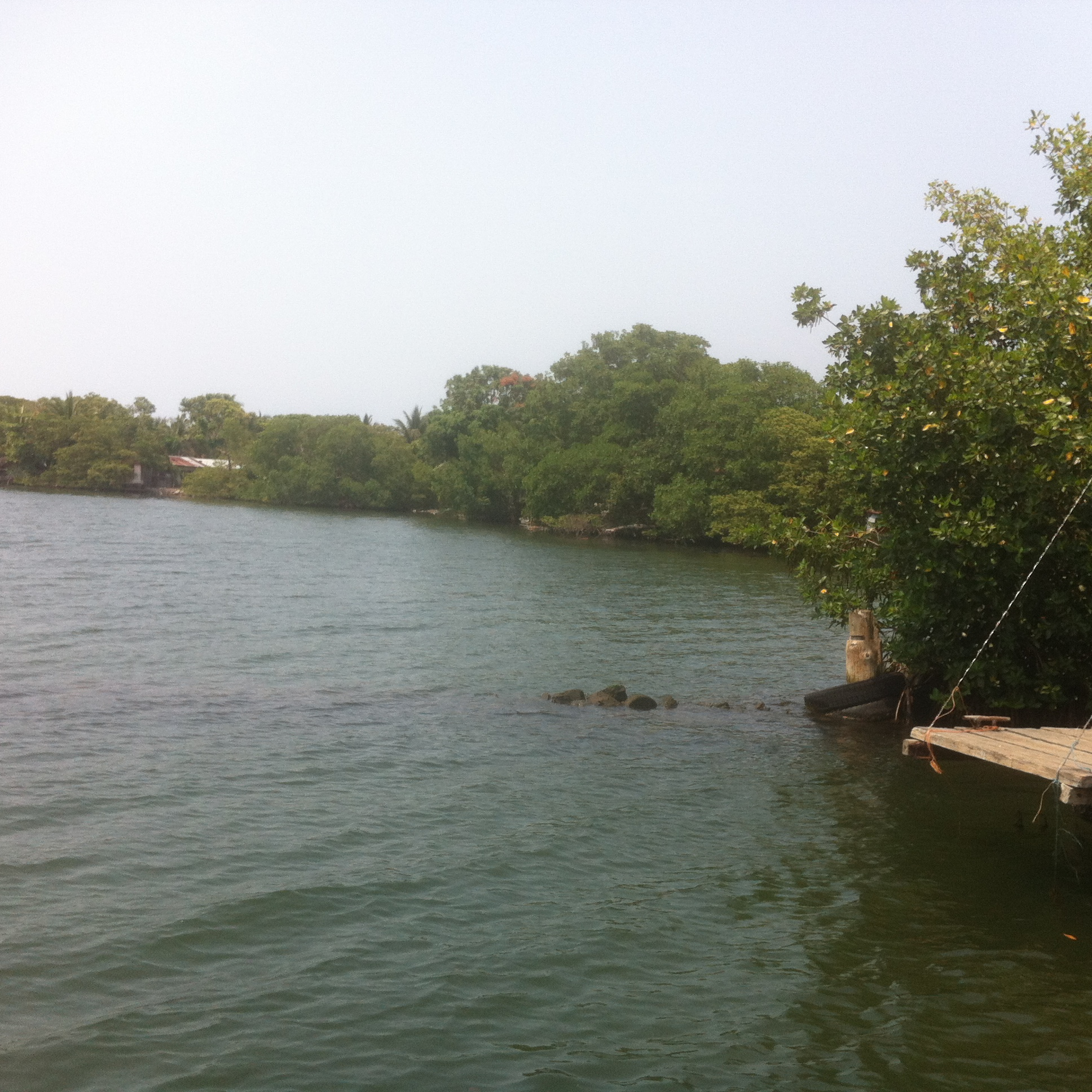
Laguna de Alvarado

Die Laguna de Alvarado ist ein knapp 14 km² großes Feuchtgebiet gemäß der Ramsar-Konvention bei der Hafenstadt Puerto Cortés im Nordwesten des mittelamerikanischen Staates Honduras.

## Beschreibung
Im Westen der Lagune befindet sich eine ca. 100 m breite und von einer Straßenbrücke überspannte Verbindung zum Karibischen Meer. Die Uferzonen der Lagune sind bewaldet.

## Ökologie
In der Lagune leben einige seltene Fisch- und Korallenarten. Kleinere und größere Wasservögel finden hier Nahrung.